# 雅博蘭迪 (聖保羅州)
20°41′17″S 48°24′45″W / 20.68806°S 48.41250°W

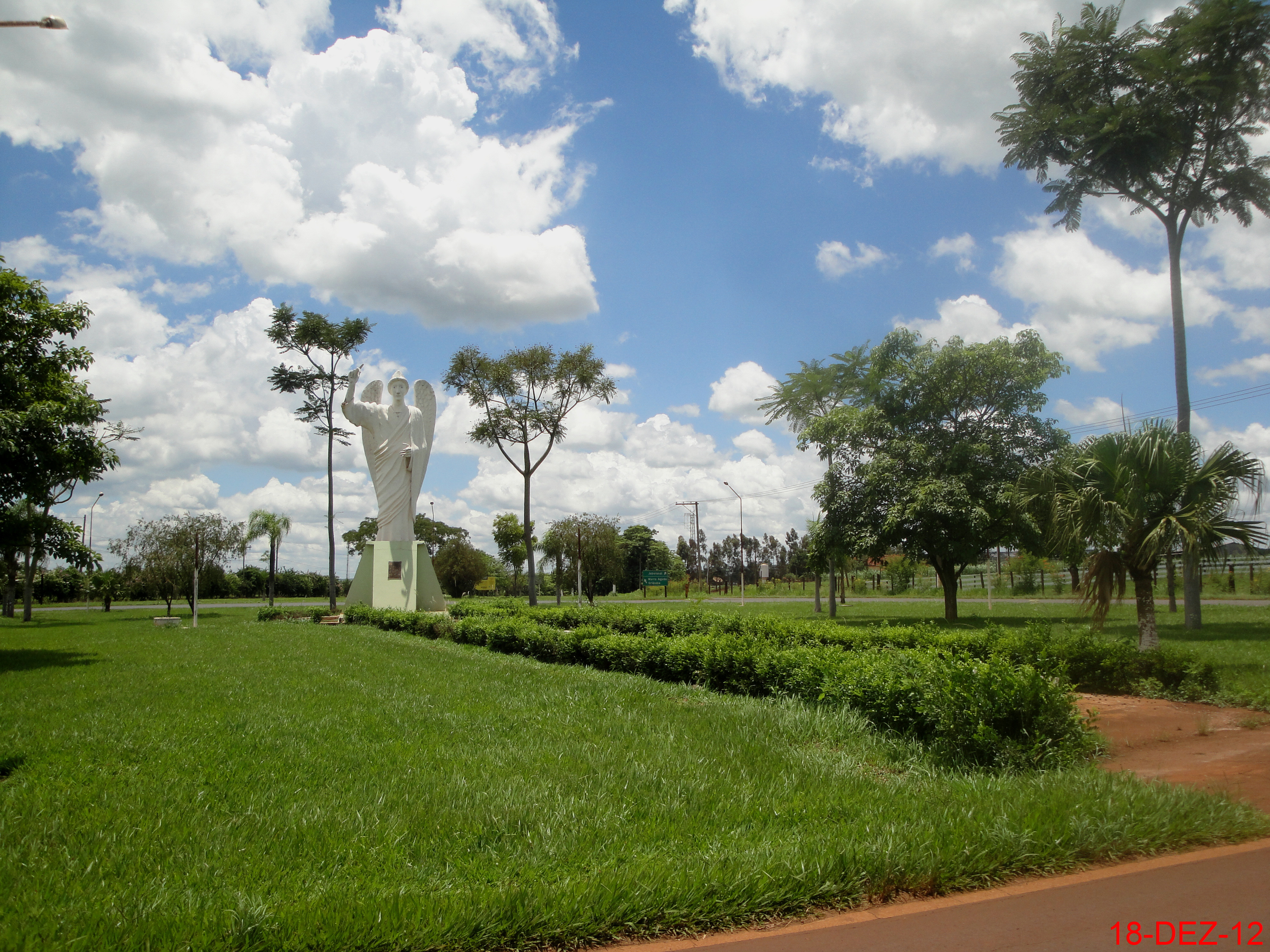
雅博蘭迪

雅博蘭迪（葡萄牙語：Jaborandi）是巴西的城鎮，位於該國南部，由聖保羅州負責管轄，與該州的首府聖保羅市分隔達491公里之遙，始建於1949年3月18日，面積274平方公里，海拔高度493米，2010年人口6,592，人口密度每平方公里24.04人。